# ثيودور دبليو. ألين
ثيودور دبليو. ألين (بالإنجليزية: Theodore W. Allen) هو كاتب أمريكي، ولد في 23 أغسطس 1919 في إنديانابوليس في الولايات المتحدة، وتوفي في 19 يناير 2005.